# Lago Mareótis
Mareótis (em árabe: بحيرة مريوط Boḥēret Maryūṭ , IPA: [boˈħeːɾet mɑɾˤˈjuːtˤ], também escrito Maryut ou Mariut) é um lago de água salobra situado no norte do Egito, perto de Alexandria. No século XV, a área do lago chegou a cobrir por volta de duzentos quilômetros quadrados e tinha um canal navegável; contudo, a área cobre somente cinquenta quilômetros quadrados nos dias atuais.

## Etimologia
O nome deriva de Mareótis ou Márea, o nome do lago nos tempos antigos.

## Visão geral

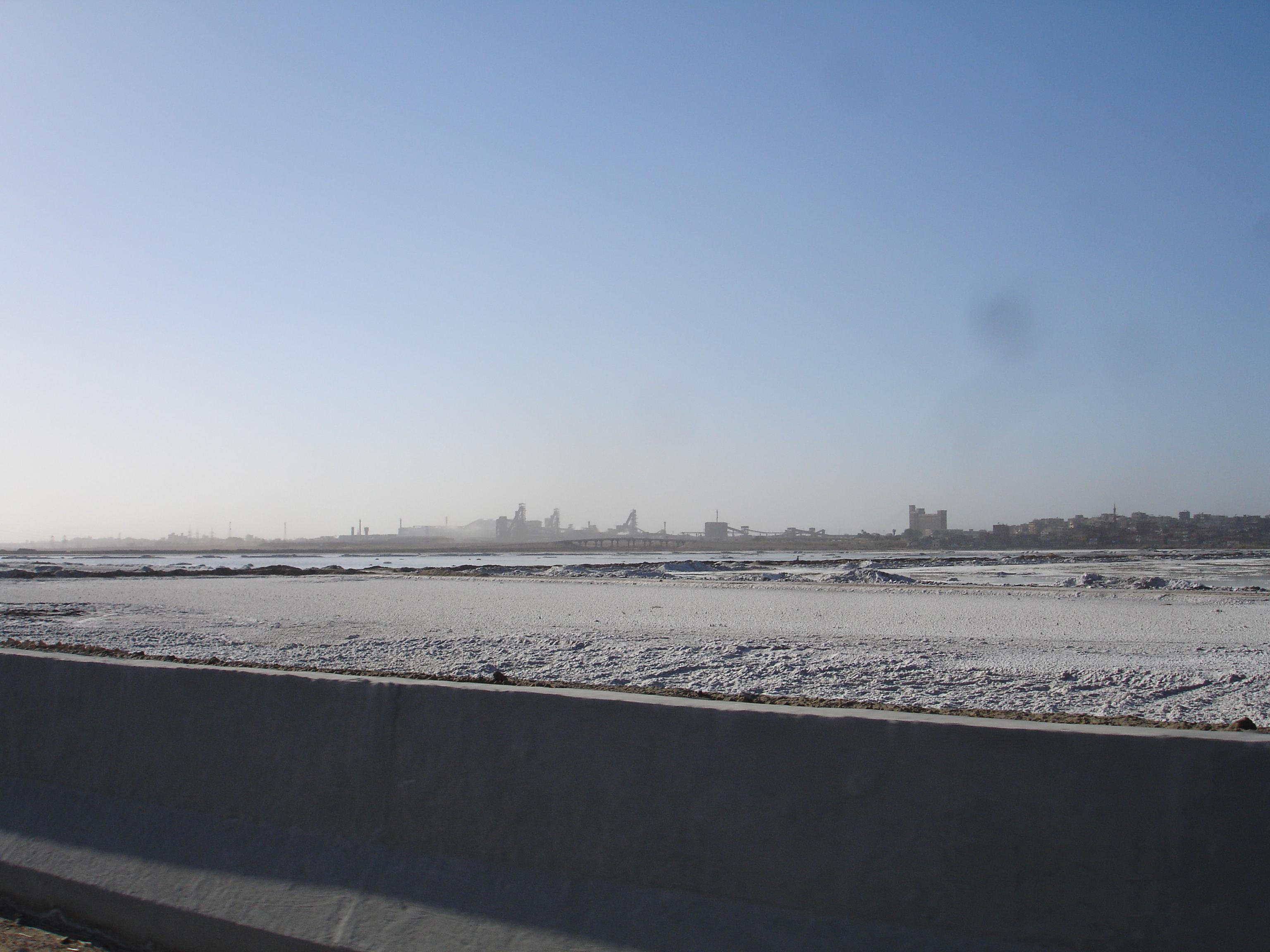
Parte seca do Lago Mareótis, usada para extração de sal

Na antiguidade, o lago era muito maior do que nos dias atuais, estendendo-se mais ao sul e oeste, além de ocupar uma área de cerca de setecentos quilômetros quadrados. Mareótis não tinha conexão com o Mediterrâneo, sendo alimentado com água do Nilo através de vários canais. No século XII, o lago diminuiu significativamente, gerando uma coleção de lagos e desertos de sal, secado definitivamente no final da Idade Média.
Há pelo menos 250 anos, o lago era de água doce e boa parte secaria durante o período imediatamente antes do Nilo inundar novamente. Em 1770, uma tempestade rompeu a parede do mar em Abuquir, criando um lago de água do mar conhecido como Lago Abuquir. No entanto, as águas salgadas eram mantidas separadas do lago Mareótis pelo canal que permitia a passagem de água doce do Nilo para Alexandria. Como parte do cerco de Alexandria, em 13 de março de 1801, os britânicos cortaram o canal, permitindo uma grande descarga de água salgada do lago Abuquir para o lago Mareótis. Esse ato resultou na transformação salobra de Mareótis, enquanto Abuquir deixou de existir.
Quando os britânicos abriram o lago para o mar no tempo de Napoleão, causou uma inundação de água salgada que destruiu 150 aldeias. O corte dos diques pelos britânicos em 1801 reabasteceu o lago Mareótis, que recuperou subitamente sua área antiga, ficando cheio de água salgada em vez da fresca e era raso demais para a navegação. O acesso de Alexandria ao Nilo foi perdido, necessitando da abertura do canal Mahmoudia em 1820.
O lago Mareótis é separado do mar Mediterrâneo pelo estreito istmo sobre o qual a cidade de Alexandria foi construída. A margem do lago é o lar de pescas e plataformas salinas. Já no início dos anos 1900, foi documentado que o sal estava sendo refinado da parte ocidental do lago.
Segundo alguns registros, um nomo homônimo foi localizado nas margens deste lago.

## Abusir
A cidade costeira de Abusir, conhecida nos tempos antigos como Taposiris Magna, fica às margens do Lago Mareótis. Ruínas de um templo antigo e uma réplica antiga do farol de Alexandria podem ser vistas lá. A partir de 2009, também era suspeito de ser o local de enterro de Cleópatra e Marco Antônio.

## História filosófica e eclesiástica
O De Vita Contemplativa, uma descrição de uma sociedade de ascetas, diz que a comunidade de monásticos cenobíticos chamados Terapeutas estava amplamente distribuída no mundo antigo, mas que "o país deles" estava "além do lago Mareótico".

## Achados antigos
Em 2015, uma estela, parecida com a Pedra de Roseta e que remonta a cerca de 2200 anos, foi descoberta no templo do Templo de Taposíris Magna, no lago Mareótis. Medindo 41 polegadas (105 cm) por 25,6 polegadas (65 cm) por sete polegadas (18 cm), sua mensagem comemora dois faraós ptolomaicos e a rainha consorte Cleópatra I Sira. Existem tumbas antigas localizadas nas margens do lago.

## Espécies de peixes
A espécie de peixe perca-do-nilo vive no lago, embora seu habitat principal seja a água doce, e o lago contenha um pouco de sal. Em 1939, um pequeno lago, chamado de hidródromo de Noza, foi "isolado do lago Mareótis" e isso permitiu que a espécia prosperasse no local.

## Na literatura
O lago, sob seu nome antigo, é um dos locais da tetralogia de romances de Lawrence Durrell, Quarteto de Alexandria.